# 西洋哲学
この項目では、西洋哲学（せいようてつがく、希: Δυτική φιλοσοφία、英: Western philosophy）、すなわち西洋で発展した哲学について解説する。

## 特質
西洋哲学の特質はギリシャ哲学とヘブライ信仰（キリスト教信仰）をその基調に持つ点である。
紀元前6-7世紀に哲学が発生した地域としてギリシャ（ソクラテスら）、北インド（釈迦）、黄河流域（孔子ら）を挙げることができる。世界をひとつの普遍的秩序において捉え、神話に囚われない自由な理性的思考に至った点で、それらの地域は共通する。その上でギリシャに見られた特質とは、哲学的思考がユークリッド幾何学のような論理体系を生み出すほどに鋭い「論理性」を求めたことである。プラトンは「哲学の論理（ディアレクティケ）」と「弁論術（レトリケ）」を区別している。一方、中国では論理性は修辞の中に取り込まれ、インドでは修辞を排した論理性の追求は古代に見られなかったとされる。
神話が提起した問題提起を哲学が引き継ぐという現象は、いずれの地域でも見られた。しかし西洋哲学は、中世においてさらに高次の神話というべきキリスト教と相対することになった。ギリシャ哲学は厳密な論理的手法を特徴としていたため、両者の緊張は他に例を見ない強烈なものとなった。
キリスト教の神は世界と人間を余す所なく徹底的に支配するという点で、従来の神の概念を超越し、普遍的秩序の原理すら内在化させた高次の神であった。それゆえ、特に中世初期には著しかったように、哲学（理性）が信仰に従属するという構図も成り立ちえた。
西洋哲学がキリスト教神話から独立の地位を得はじめるのは、スコラ哲学全盛の12-13世紀頃である。ルネサンスを、神話から哲学への二度目の再移行と見るならば、これも強い緊張と長い期間を要するものだった。

### 東洋哲学との比較
西洋哲学と東洋哲学を比較した場合、西洋は「学」としての哲学、東洋は「教」としての哲学という見方ができる。すなわち西洋哲学は、学問として論理的観点に立ち、世界の本質の理論的解明を目指している。一方東洋哲学は、釈迦にせよ孔子にせよ、「いかに生きるか」という人生に対する実践的関心が思索を方向づけている。
「実在」の捉え方にも、西洋哲学と東洋哲学の違いが見られる。西洋哲学では、形而上世界/形而下世界、実在界/現象界といった二元論的思考様式が伝統的に見られる。具体的にはプラトンのイデア、アリストテレスの純粋形相などが挙げられる。いずれも真実在は自然の外部、自然を超越した場所に求められる。一方東洋哲学では、真実在は個々人の内奥に求められる。具体的には華厳経の「三界唯一心、心外無別法」、禅宗の「脚下照顧」などが挙げられる。仏教でいう浄土/穢土、涅槃界/煩悩界という別はあくまで観察者の心の反映とされる。

## 日本での受容
江戸時代末期において、西洋の学問の輸入は専ら自然科学分野に限定されていた。実質的に初めて西洋哲学を日本へもたらしたのは西周である。西は江戸幕府よってオランダへ派遣された際、ミルの功利主義とコントの実証主義を学び、日本へ紹介した。明治政府樹立後に輸入された西洋哲学も、実務的な政治思想・社会思想、実学的な功利主義・実証主義の哲学であり、これは日本の近代化を実現するため社会制度の整備が急がれたという背景によるものである。
明治10年代以降、自由民権運動が高揚し、国家の根拠と理念が問い直されるようになった。中江兆民はルソーの『社会契約論』を訳解し、唯物論と結びついた実証的な社会変革の論理によって自由民権運動に影響を与えた。井上哲次郎は西洋哲学と東洋哲学を融合した普遍的・根源的原理に基づく哲学を志向した。